# Saison 2020 du Fighting Irish de Notre Dame
Chronologie
Précédent Suivant
La Saison 2020 du Fighting Irish de Notre Dame est le bilan de l'équipe de football américain du Fighting Irish de Notre Dame qui représente l'Université Notre-Dame-du-Lac dans le championnat 2020 de Division 1 (anciennement I-A) du Football Bowl Subdivision (FBS) organisé par la NCAA.
Elle joue ses matchs à domicile au Notre Dame Stadium et est dirigée pour la onzième saison consécutive par l'entraîneur principal Brian Kelly.
À la suite de la pandémie de Covid-19, de nombreuses conférences ayant annulé leur saison ou leurs matchs hors conférence, Notre Dame a été autorisée à intégrer l'Atlantic Coast Conférence pour la saison 2020. Elle sera également éligible pour disputer la finale de conférence ACC. C'est la première fois de son histoire que l'équipe de football américain de Notre Dame ne sera pas considérée comme une équipe indépendante.

## Avant-saison

### Saison 2019
L'équipe de 2019 termine la saison régulière avec un bilan de onze victoires pour deux défaites dont une victoire 33 à 9 contre les Cyclones d'Iowa State à l'occasion du Camping World Bowl 2019 joué à Orlando en Floride. Ils terminent ainsi la saison classés no 12 par l'Associated Press.

### Draft NFL 2020
Les joueurs suivants de Notre Dame ont été sélectionnés lors de la draft 2020 de la NFL :
| Tours | Choix numéro | Joueurs             | Postes | Équipes                 |
| ----- | ------------ | ------------------- | ------ | ----------------------- |
| 2     | 43           | Cole Kmet           | TE     | Bears de Chicago        |
| 2     | 49           | Chase Claypool      | WR     | Steelers de Pittsburgh  |
| 3     | 67           | Julian Okwara (en)  | LB     | Lions de Détroit        |
| 4     | 113          | Troy Pride Jr. (en) | CB     | Panthers de la Caroline |
| 5     | 147          | Khalid Kareem (en)  | LB     | Bengals de Cincinnati   |
| 6     | 186          | Alohi Gilman (en)   | S      | Chargers de Los Angeles |

### Autres joueurs sortants
- RB Tony Jones Jr. - Saints de La Nouvelle-Orléans
- WR Chris Finke - 49ers de San Francisco
- S Jalen Elliott - Lions de Detroit
- LB Jamir Jones - Texans de Houston
- LB Asmar Bilal - Chargers de Los Angeles
- CB Donte' Vaughn - Chargers de Los Angeles
- QB Phil Jurkovec - Transféré chez les Eagles de Boston College
- WR Michael Young Jr. - Transféré chez les Bearcats de Cincinnati

### Changements d'entraîneurs
Chip Long (en), ancien coordinateur offensif de Notre Dame, est parti chez les Volunteers du Tennessee comme analyste offensif.

## Programme de la saison 2020
| Dates        | Adversaires      | Stades                                                       | TV  |
| ------------ | ---------------- | ------------------------------------------------------------ | --- |
| 12 septembre | Duke             | Notre Dame Stadium, Notre Dame, Indiana                      | NBC |
| 19 septembre | South Florida    | Notre Dame Stadium, Notre Dame, Indiana                      | NBC |
| 3 octobre    | Florida State    | Notre Dame Stadium, Notre Dame, Indiana                      | NBC |
| 10 octobre   | Louisville       | Notre Dame Stadium, Notre Dame, Indiana                      | NBC |
| 17 octobre   | @ Pittsburgh     | Heinz Field, Pittsburgh, Pennsylvanie (Rivalité)             |     |
| 31 octobre   | @ Georgia Tech   | Bobby Dodd Stadium, Atlanta, Géorgie                         | NBC |
| 7 novembre   | Clemson          | Notre Dame Stadium, Notre Dame, Indiana                      | NBC |
| 14 novembre  | Boston College   | Alumni Stadium, Chestnut Hill, Massachusetts (Holy War)      |     |
| 21 novembre  | @ North Carolina | Kenan Memorial Stadium, Chapel Hill, Caroline du Nord        | NBC |
| 28 novembre  | Syracuse         | Notre Dame Stadium, Notre Dame, Indiana                      |     |
| 12 décembre  | @ Wake Forest    | Truist Field at Wake Forest, Winston-Salem, Caroline du Nord |     |

Le programme 2020 initial avait été officiellement divulgué le 2 décembre 2017 . À la suite de la pandémie de Covid-19, plusieurs universités ont décidé de suspendre leurs activités sportives. Le match Emerald Isle Classic prévu contre la Navy au Aviva Stadium de Dublin en Ireland qui avait été reprogrammé au Navy–Marine Corps Memorial Stadium d'Annapolis dans le Maryland est finalement annulé ainsi que trois autres matchs prévus contre des équipes des conférences Big Ten et Pac-12, celles-ci ayant décidé de ne maintenir que les matchs prévus contre les autres membres de leur conférence. Les trois matchs annulés étaient prévus contre Wisconsin le 3 octobre au Lambeau Field de Green Bay (Shamrock Series)
, contre Stanford (match de rivalité) et contre USC (match de rivalité),.
Désireux de remplacer les matchs annulés, l'entraîneur principal Brian Kelly déclare à Mike Greenberg d'ESPN « Notre téléphone sonne en ce moment en ce qui concerne les équipes à la recherche de matchs » ajoutant que le directeur des sports de Notre-Dame, Jack Swarbrick, avait eu des contacts avec le commissaire de l'ACC. John Swofford. Notre Dame étant membre de cette conférence dans la plupart des autres sports, elle joue généralement cinq matchs par saison contre des adversaires de l'ACC
. Le 29 juillet 2020, l'ACC annonce officiellement que Notre Dame jouerait sa saison 2020 dans le cadre de la conférence avec dix matchs contre des membres de l'ACC et un match contre un adversaire hors conférence de son choix situé dans l'Indiana. Notre Dame étant considérée comme membre de l'ACC en 2020, elle est dès lors éligible pour disputer la finale de conférence ACC. Notre Dame versera une partie de ses revenus en droits télévisés (NBC) dans un pot commun de la conférence qui sera réparti ensuite entre tous les membres de l'ACC et Notre-Dame.
Le match d'ouverture disputé par Notre-Dame contre Duke est donc le premier de son histoire en tant que membre d'une conférence.
Le match en déplacement contre Wake Forest prévu en 3e semaine a été déplacé en fin de saison à la suite de cas de Covid-16 au sein des Demon Deacons.

## Équipe

### Encadrement
| Noms               | Postes                                                                  | Saisons à Notre Dame | Alma Mater (Année)        |
| ------------------ | ----------------------------------------------------------------------- | -------------------- | ------------------------- |
| Brian Kelly        | Entraîneur principal                                                    | 11e                  | Assumption (en) (1982)    |
| Mike Elston (en)   | Assistant de l'entraîneur principal et entraîneur de la ligne défensive | 11e                  | Michigan (1998)           |
| Brian Polian (en)  | Coordinateur des équipes spéciales/ coordinateur du recrutement         | 9e                   | John-Carroll (1997)       |
| Jeff Quinn (en)    | Entraîneur de la ligne offensive                                        | 6e                   | Elmhurst (en) (1984)      |
| Clark Lea (en)     | Coordinateur défensif et entraîneur des linebackers                     | 4e                   | Vanderbilt (2004)         |
| John McNulty (en)  | Entraîneur des tight-ends                                               | 1re                  | Penn State (?)            |
| Lance Taylor       | Coordinateur du jeu de course et entraîneur des running backs           | 2e                   | Alabama (2003)            |
| Terry Joseph       | Coordinateur du jeu de passe et entraîneur des defensive backs          | 3e                   | Northwestern State (1996) |
| Del Alexander (en) | Entraîneur des wide receivers                                           | 4e                   | USC (1995)                |
| Tom Rees (en)      | Coordinateur de l'attaque et entraîneur des quarterbacks                | 4e                   | Notre-Dame (2013)         |
| Matt Balis         | Directeur de la performance                                             | 4e                   | Northern Illinois (1996)  |
| Mike Mickens (en)  | Entraîneur des cornerbacks                                              | 1re                  | Cincinnati (?)            |
| Ron Powlus (en)    | Assistant directeur sportif                                             | 1re                  | Notre-Dame (?)            |
| Olivia Mitchell    | Directrice des opérations football                                      | 1re                  | Notre-Dame (?)            |

## Résultats
| Semaines                   | Dates            | Stades                                                                                               | Adversaires                                                                                          | Résultats                                                                                            | Statistiques                                                                                         | Ranking AP/Coaches/CFP                                                                               | Assistances                                                                                          |
| -------------------------- | ---------------- | --- | --- | --- | --- | --- | --- |
| 2                          | 12 septembre     | Notre Dame Stadium • South Bend, IN                                                                  | Duke                                                                                                 | G : 27 - 13                                                                                          | 1 - 0                                                                                                | # 10 / # 10 / NP                                                                                     | 10 097                                                                                               |
| 3                          | 19 septembre     | Notre Dame Stadium • South Bend, IN                                                                  | South Florida                                                                                        | G : 52 - 0                                                                                           | 2 - 0                                                                                                | # 7 / # 7 / NP                                                                                       | 10 085                                                                                               |
| 4                          | 26 septembre     | Match contre Wake Forest reporté à la suite de problèmes liés au Covid-19                            | Match contre Wake Forest reporté à la suite de problèmes liés au Covid-19                            | Match contre Wake Forest reporté à la suite de problèmes liés au Covid-19                            | Match contre Wake Forest reporté à la suite de problèmes liés au Covid-19                            | # 7 / # 7 / NP                                                                                       | - |
| 5                          | 3 octobre        | Semaine de repos                                                                                     | Semaine de repos                                                                                     | Semaine de repos                                                                                     | Semaine de repos                                                                                     | Semaine de repos                                                                                     | Semaine de repos                                                                                     |
| 6                          | 10 octobre       | Notre Dame Stadium • South Bend, IN                                                                  | Florida State                                                                                        | G : 42 - 26                                                                                          | 3 - 0                                                                                                | # 5 / # 5 / NP                                                                                       | 10 409                                                                                               |
| 7                          | 17 octobre       | Notre Dame Stadium • South Bend, IN                                                                  | Louisville                                                                                           | G : 12 - 07                                                                                          | 4 - 0                                                                                                | # 4 / # 4 / NP                                                                                       | 10 182                                                                                               |
| 8                          | 24 octobre       | Heinz Field • Pittsburgh, PA (rivalité)                                                              | @ Pittsburgh                                                                                         | G : 45 - 03                                                                                          | 5 - 0                                                                                                | # 3 / # 3 / NP                                                                                       | 5 451                                                                                                |
| 9                          | 31 octobre       | Bobby Dodd Stadium • Atlanta, GA                                                                     | @ Georgia Tech                                                                                       | G : 31 - 13                                                                                          | 6 - 0                                                                                                | # 4 / # 4 / NP                                                                                       | 11 000                                                                                               |
| 10                         | 7 novembre       | Notre Dame Stadium • South Bend, IN                                                                  | Clemson                                                                                              | G : 472ET40                                                                                          | 7 - 0                                                                                                | # 4 / # 4 / NP                                                                                       | 11 011                                                                                               |
| 11                         | 14 novembre      | Alumni Stadium • Chestnut Hill, MA (Holy War)                                                        | @ Boston College                                                                                     | G : 45 - 31                                                                                          | 8 - 0                                                                                                | # 2 / # 2 / NP                                                                                       | 0 |
| 12                         | 21 octobre       | Semaine de repos                                                                                     | Semaine de repos                                                                                     | Semaine de repos                                                                                     | Semaine de repos                                                                                     | Semaine de repos                                                                                     | Semaine de repos                                                                                     |
| 13                         | 27 novembre      | Kenan Memorial Stadium • Chapel Hill, NC                                                             | @ North Carolina                                                                                     | G : 31 - 17                                                                                          | 9 - 0                                                                                                | # 2 / # 2 / # 2                                                                                      | 5 335                                                                                                |
| 14                         | 5 décembre       | Notre Dame Stadium • South Bend, IN                                                                  | Syracuse                                                                                             | G : 45 - 21                                                                                          | 10 - 0                                                                                               | # 2 / # 2 / # 2                                                                                      | 6 831                                                                                                |
| 15                         | 12 décembre      | Le match reporté contre Wake Forest est définitivement annulé à la suite de la pandémine de Covid-19 | Le match reporté contre Wake Forest est définitivement annulé à la suite de la pandémine de Covid-19 | Le match reporté contre Wake Forest est définitivement annulé à la suite de la pandémine de Covid-19 | Le match reporté contre Wake Forest est définitivement annulé à la suite de la pandémine de Covid-19 | Le match reporté contre Wake Forest est définitivement annulé à la suite de la pandémine de Covid-19 | Le match reporté contre Wake Forest est définitivement annulé à la suite de la pandémine de Covid-19 |
| Finale ACC                 | 19 décembre      | Bank of America Stadium • Charlotte, NC                                                              | #3 Clemson                                                                                           | P : 10 - 34                                                                                          | 10 - 1                                                                                               | # 2 / # 2 / # 2                                                                                      | 5 240                                                                                                |
| Rose Bowl (1/2 finale CFP) | 1er janvier 2021 | AT&T Stadium • Arlington, TX                                                                         | #1 Alabama                                                                                           | P : 14 - 31                                                                                          | 10 - 2                                                                                               | # 4 / # 4 / # 4                                                                                      | 18 373                                                                                               |

## Résumés des matchs

### Rose Bowl 2021 (1/2 finale du College Football Playoff)
Notre Dame a été battu sur le score de 14 à 31 par le Crimson Tide de l'Alabama le 1er janvier 2021 à l'occasion du Rose Bowl 2021 joué au AT&T Stadium d'Arlington au Texas.

## Classement de la conférence ACC
| Places | AP/CFP    | Équipes                          | Conf. | Conf. | Conf. |    | Global | Global | Global       |                                                     | Finale Conférence |  | Bowls                                     |  | Stat. Finales |
| ------ | --------- | -------------------------------- | ----- | ----- | ----- | -- | ------ | ------ | ------------ | --------------------------------------------------- | ----------------- |  | ----------------------------------------- |  | ------------- |
| Places | AP/CFP    | Équipes                          | G     | P     | N     | G  | P      | N      |              |                                                     | Finale Conférence |  | Bowls                                     |  | Stat. Finales |
| 1      | #4 - #4   | Fighting Irish de Notre Dame     | 9     | 0     | 0     |    | 10     | 1      | 0            |                                                     | Perdue 10-34      |  | Battu 14-31 en 1/2 finale CFP par Alabama |  | 10 - 2        |
| 2      | #2 - #2   | Tigers de Clemson                | 8     | 1     | 0     | 10 | 1      | 0      | Gagnée 34-10 | Battu 28-49 en 1/2 finale CFP par Ohio State        | 10 - 2            |  |                                           |  |               |
| 3      | #14 - #13 | Tar Heels de la Caroline du Nord | 7     | 3     | 0     | 8  | 3      | 0      | -            | Orange Bowl 2021 :                                  | ? - ?             |  |                                           |  |               |
| 4      | #18 - #18 | Hurricanes de Miami              | 7     | 2     | 0     | 8  | 2      | 0      | -            | Cheez-It Bowl 2020 : battu 34-37 par Oklahoma State | 8 - 3             |  |                                           |  |               |
| 5      | #24 - #23 | Wolfpack de North Carolina State | 7     | 3     | 0     | 8  | 3      | 0      | -            | Gator Bowl 2021 : battu 21-23 par Kentucky          | 8 - 4             |  |                                           |  |               |
| 6      | -         | Eagles de Boston College         | 5     | 5     | 0     | 6  | 5      | 0      | -            | Non                                                 | 6 - 5             |  |                                           |  |               |
| 7      | -         | Panthers de Pittsburgh           | 5     | 5     | 0     | 6  | 5      | 0      | -            | Non                                                 | 6 - 5             |  |                                           |  |               |
| 8      | -         | Hokies de Virginia Tech          | 5     | 5     | 0     | 5  | 6      | 0      | -            | Non                                                 | 5 - 6             |  |                                           |  |               |
| 9      | -         | Cavaliers de la Virginie         | 4     | 5     | 0     | 5  | 5      | 0      | -            | Non                                                 | 5 - 5             |  |                                           |  |               |
| 10     | -         | Demon Deacons de Wake Forest     | 3     | 4     | 0     | 4  | 4      | 0      | -            | Duke's Mayo Bowl 2020 : battu 28-42 par Wisconsin   | 4 - 5             |  |                                           |  |               |
| 11     | -         | Yellow Jackets de Georgia Tech   | 3     | 6     | 0     | 3  | 7      | 0      | -            | Non                                                 | 3 - 7             |  |                                           |  |               |
| 12     | -         | Cardinals de Louisville          | 3     | 7     | 0     | 4  | 7      | 0      | -            | Non                                                 | 4 - 7             |  |                                           |  |               |
| 13     | -         | Seminoles de Florida State       | 2     | 6     | 0     | 3  | 6      | 0      | -            | Non                                                 | 3 - 6             |  |                                           |  |               |
| 14     | -         | Blue Devils de Duke              | 1     | 9     | 0     | 2  | 9      | 0      | -            | Non                                                 | 2 - 9             |  |                                           |  |               |
| 15     | -         | Orange de Syracuse               | 1     | 9     | 0     | 1  | 10     | 0      | -            | Non                                                 | 1 - 10            |  |                                           |  |               |

## Rankings 2020
| 2020 | Semaines | Semaines | Semaines | Semaines | Semaines | Semaines | Semaines | Semaines | Semaines | Semaines | Semaines | Semaines | Semaines | Semaines | Semaines | Semaines | Semaines | Semaines |
| --- | -------- | -------- | -------- | -------- | -------- | -------- | -------- | -------- | -------- | -------- | -------- | -------- | -------- | -------- | -------- | -------- | -------- | -------- |
| Polls | Pré.     | 1        | 2        | 3        | 4        | 5        | 6        | 7        | 8        | 9        | 10       | 11       | 12       | 13       | 14       | 15       | 16       | Final*   |
| AP | 10       | 10       | 7        | 7        | 5        | 5        | 4        | 3        | 4        | 4        | 2        | 2        | 2        | 2        | 2        | 2        | 4        |          |
| Coaches | 10       | 10       | 7        | 7        | 5        | 5        | 4        | 3        | 4        | 4        | 2        | 2        | 2        | 2        | 2        | 2        | 4        |          |
| C.F.P | NE       | NE       | NE       | NE       | NE       | NE       | NE       | NE       | NE       | NE       | NE       | NE       | 2        | 2        | 2        | 2        | 4        | NE       |
| Légende : NE signifie que le classement n'est PAS PUBLIÉ - - NC signifie que l'équipe est NON CLASSÉE dans le top 25 des divers classements # indique le ranking de l'équipe AVANT le match de la semaine - - * classement final APRES l'éventuel Bowl ou les matchs du CFP |          |          |          |          |          |          |          |          |          |          |          |          |          |          |          |          |          |          |